# Medardo Joseph Mazombwe
Medardo Joseph Mazombwe (Chundamira, Zambia, 24 de septiembre de 1931-Lusaka, Zambia, 29 de agosto de 2013) fue un cardenal y arzobispo católico zambiano.
En su juventud decidió entrar en Seminario de su ciudad natal donde realizó sus estudios eclesiásticos, siendo ordenado como sacerdote el 4 de septiembre de 1960, comenzando ese mismo año a trabajar en diferentes parroquias.
El 11 de noviembre de 1970 el papa Pablo VI lo nombró obispo de la Diócesis de Chipata, siendo consagrado el 7 de febrero de 1971 por el entonces arzobispo Emmanuel Milingo. Durante sus años como obispo unas de sus gestiones fue la apertura del Seminario Diocesano de Chipata, dedicado a Santa María. El 30 de noviembre de 1996 fue nombrado arzobispo de Lusaka por el papa Juan Pablo II, sucediendo a Mons. Adrian Mung'andu.
Durante todos estos años, dirigió en tres periodos la Conferencia Episcopal de Zambia: de 1972 a 1975, de 1988 a 1990 y de 1999 a 2002; además, fue el presidente de la Conferencia Episcopal Africana de 1979 a 1986.
El 28 de octubre de 2006, tras haber alcanzado la edad de jubilación, renunció al gobierno pastoral de la Archidiócesis de Lusaka, siendo sucedido por Mons. Telesphore George Mpundu.
Tras el consistorio celebrado el 20 de noviembre de 2010, el papa Benedicto XVI lo elevó al rango de cardenal con el título cardenalicio presbiteral de Santa Emerenziana a Tor Fiorenza. El 24 de septiembre de 2011, al cumplir los ochenta años, perdió el derecho a voto en los cónclaves.
Falleció el 29 de agosto de 2013, a la edad de 81 años, en la ciudad de Lusaka.